# Grigori Sjelichov
Grigori Ivanovitsj Sjelichov (Russisch: Григорий Иванович Шелихов) of Sjelechov (Rylsk, 1747 – Irkoetsk, 31 juli [O.S. 20 juli] 1795) was een Russische onderzoeker zeevaarder, industrieel en bonthandelaar (promysjlennik).

## Eerste handelsactiviteiten
Sjelichov werd geboren in het dorp Rylsk in het gouvernement Koersk en wilde net als Vitus Bering ook ontdekkingsreiziger worden. Op 25-jarige leeftijd trok hij in 1772 naar Koersk en vandaar naar Irkoetsk, dat in die tijd kon worden gezien als de hoofdstad van Siberië. Twee jaar later trok hij met een aantal vrienden in een boot over de Lena naar Jakoetsk en vandaar per rivier door het met sneeuw bedekte Dzjoegdzjoergebergte over de rivier de Ochota naar de Zee van Ochotsk (toen nog Damskojezee genoemd). Daar zocht hij naar een plaats waar hij schepen kon laten bouwen. Een jaar later trouwde hij met de jonge weduwe van een rijke Irkoetse handelaar, Natalia Aleksejevna, waardoor hij de beschikking kreeg over een groot kapitaal, dat hij persoonlijk besloot te spenderen aan het organiseren van een grote expeditie naar de Amerikaanse kusten en de bouw van Russische nederzettingen op de Aleoeten. Van 1776 tot 1781 wist hij vervolgens 10 schepen uit te rusten die handelsmissies uitvoerden naar de Koerilen en de Aleoeten.

## Expeditie naar de Aleoeten (1783-1786)

### Voorbereidingen en reis
Na zijn terugkeer naar Irkoetsk zette hij samen met handelaar Ivan Golikov de Noordoostelijke Compagnie (ook Sjelichov-Golikov Compagnie genoemd) op. Sjelichov probeerde echter tevergeefs tsarina Catharina de Grote te overreden om hem het alleenrecht op de handels- en nijverheidsactiviteiten met de eilandgroepen en de Amerikaanse kust te geven. Sjelichov had zo door de Britse bontjagers uit het gebied willen weren. Ondanks haar weigering liet Sjelichov in 1783 in Ochotsk 3 kleine tweemasterzeilboten bouwen; de Tri svjatitelja ("Drie Heiligen"), Simeon i Anna ("Simeon en Anna") en de Sv. Michail ("Heilige Aartsengel Michaël"), en startte een verkenningsexpeditie op zoek naar nieuwe eilanden en zeedierenkolonies. Ook zijn vrouw Natalia en zijn twee kinderen gingen mee, een uitzonderlijke gebeurtenis voor die tijd.
Op de expeditie, die drie jaar zou duren, gingen ook 192 andere passagiers mee, waarvan een groot deel van plan was zich te vestigen in Amerika. Na een reis van een maand, waarbij hij 1 schip verloor (de Sv. Michail), kwam Sjelichov aan bij het eiland Unalaska. Hier ontmoette hij een groep Russische pelsjagers die hem adviseerden om zich op dat eiland te vestigen, daar kort daarvoor een groep Russen allemaal waren gedood door de lokale bevolking.

### Perikelen op Kadjak
Sjelichov ging hier echter niet op in. Hij zeilde naar het eiland Kadjak (nu Kodiak), waar hij een fort wilde bouwen. Hij arriveerde er in augustus 1784. De lokale bevolking (Alutiiq) was echter zeer vijandig tegenover de Russische bedoelingen en Sjelichov besloot hen te intimideren. Hij liet een rots opblazen en gebruikte een "Koelikovlamp" (het eerste Russische zoeklicht, vernoemd naar de uitvinder Ivan Koelibin) om 's nachts de lokale bevolking te doen denken dat hij de zon kon doen opgaan. Volgens eigen verklaring gaven deze toen hun vijandigheden op en sloten vriendschap met Sjelichov, die hen geschenken gaf om hen in te palmen. In werkelijkheid trad tijdens het Russische bezoek echter een zonsverduistering op, waarvan de lokale bevolking ernstig schrok. Zij zagen dit als een waarschuwing van hun god en daarop vielen ze 's nachts het Russische kamp aan, dat hen ondanks hun superieure wapens slechts met moeite kon terugslaan.
De volgende morgen kwamen boten vanaf het buureiland naar Kodiak varen met versterkingen voor de lokale bevolking. Het was duidelijk dat de Russen het waarschijnlijk niet lang zouden volhouden tegen deze overmacht. Sjelichov gebruikte daarop kanonnen om de plaats van de eilanders te beschieten, waarop zich honderden van hen meteen overgaven uit angst voor dit onbekende wapen. Na een maand van strijd, waarbij Sjelichov vrouwen en kinderen van de eilanders in gijzeling nam, gaven de eilanders het verzet op en sloten vrede. Sjelichov liet daarop de leiders van het verzet executeren, maar nam geen verdere maatregelen tegen hen. Wel hield hij kinderen van de eilanders in gijzeling, die hij pas later weer vrij liet.

### Nederzetting aan de Drie Heiligenbaai

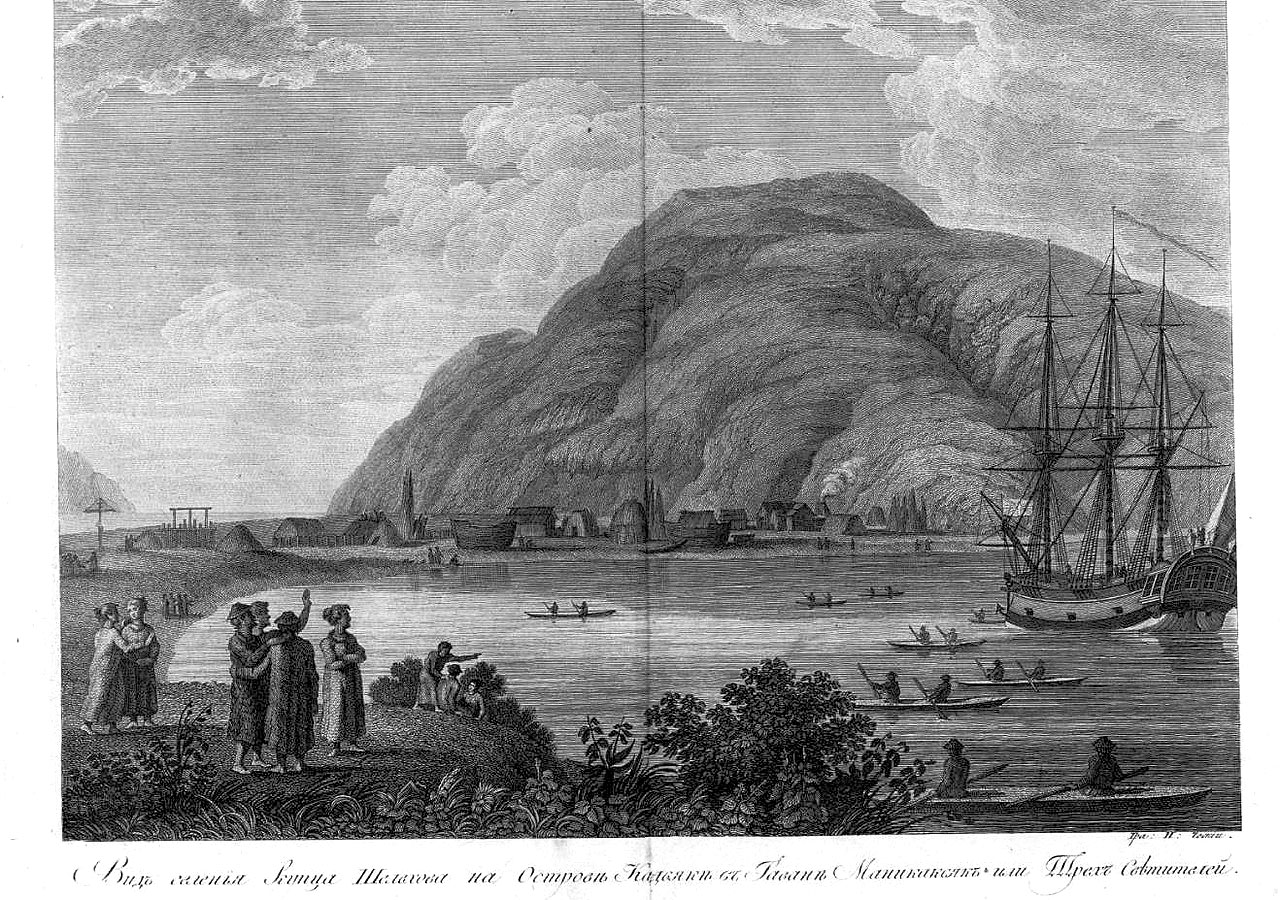
Sjelichovs nederzetting op Kodiak

Sjelichov en zijn mannen bouwden, ondanks het feit dat de meeste van hun gereedschappen verloren waren gegaan met het derde schip, in 18 maanden tijd een nederzetting aan een lokale baai met 7 of 8 huizen, een aantal slaapverblijven, een handelskantoor, voorraadschuren en opslagruimtes, een smederij, een timmerzaak en touwslagerij werden gebouwd. Nederzetting en baai vernoemde hij beide naar zijn schip Tri svjatitelja ("Drie Heiligen"). De baai werd later door de Amerikanen verengelst tot Three Saints-baai. De kinderen van de eilanders groeiden samen op met de Russische kinderen en volgden Russisch onderwijs. Zijn motief was namelijk de lokale bevolking "niet door angst en dwang, maar door goedheid en voor hun eigen bestwil" tot Russische onderdanen te maken.
Sjelichov wist vriendschappelijke betrekkingen te onderhouden met de eilanders (naar eigen zeggen werd hij zelfs "vader" door hen genoemd), waarbij meespeelde dat hun kinderen werden ingezet als tolk en daardoor betere communicatiemogelijkheden ontstonden.
De eilanders werden gedwongen om pelzen te verzamelen voor de Russen, die steeds meer pelzen eisten en daarmee de mannen bij slechte weersomstandigheden steeds verder de zee op stuurden voor steeds langere tijden om meer pelsdieren te doden, waarbij ook een groot aantal Alutiiqmannen verdronken.
De lokale bevolking werd zwaar getroffen door de Russische aanwezigheid. Terwijl de mannen werden gedwongen om soms weken achtereen te jagen op zee, moesten de vrouwen zelf voor hun levensonderhoud zorgen. Velen van hen leden honger, doordat ze onvoldoende voedsel konden verzamelen.

### Resultaten
Sjelichov liet het vasteland om veiligheidsredenen eerst voor wat het was en bracht 2 winters door op het eiland, terwijl 20 Russische jagers en 20 Aleoeten gezamenlijk 2.000 bevers, 40.000 zeehonden en 6.000 blauwvossen schoten en meer dan 1000 poed (ongeveer 16.300 kilo) aan walvisbotten wisten te verkrijgen. Ondertussen waren een stuk of 12 vaste nederzettingen en forten gesticht op het schiereiland Kenai en het eiland Afognak.

## Handelsactiviteiten in Oost-Azië en Zuidoost-Azië

### Perikelen met de tsarina
Begin 1787 keerde Sjelichov terug naar Ochotsk en vandaar naar Irkoetsk. Hij had grote plannen: hij wilde de hele kust van Amerika en Californië onder het bestuur van de Russische tsaren brengen. Hij bracht zijn relatief kleine handelsbuit over naar de stad. Zijn belangrijkste doel was namelijk niet een grote handelsbuit geweest, maar het interesseren van tsarina Catharina voor zijn plannen. Dit wierp zijn vruchten af. Toen zijn handelspartner Golikov de verslagen en kaarten van de nieuwe gebieden overbracht naar Sint-Petersburg, was Catharina buitengewoon geïnteresseerd en begon net als Sjelichov te dromen van de uitbreiding van de Russische grenzen naar Amerika en had plannen om marineschepen te stationeren in de Grote Oceaan om de wereld te tonen dat ze bereid was om de nieuwe Russische nederzettingen te verdedigen. Ze nodigde Golikov en Sjelichov daarop uit voor een ontmoeting.
In januari 1788 vertrokken de beide compagnons per trojka vanuit Irkoetsk over de Siberische Trakt naar de hoofdstad, waar ze een maand later arriveerden. Het resultaat van hun ontmoeting leverde echter weinig op: ze kregen geen monopolie op de bonthandel met Amerika, geen bescherming van het Russische leger bij hun activiteiten, een handelslening of het recht om de lokale bevolking in dienst te nemen. De Russische Senaat blokkeerde al hun wensen in september 1788 en het enige wat ze ontvingen waren een stel speciale gouden zwaarden en gouden medailles met de beeltenis van de tsarina.
Sjelichov liet zich hierdoor echter niet tegenhouden en ging verder met zijn activiteiten. In de daaropvolgende jaren breidde hij zijn handel verder uit over de Grote Oceaan. Hij handelde met de Portugezen in Macau, met Batavia in Indonesië, met de inwoners van de Filipijnen en de Marianen en zelfs met het gesloten Japan, dat in die tijd geen Europeanen toeliet. De Japanners waren echter wel geïnteresseerd in een handeltje met Sjelichov en jaarlijks mocht 1 Russisch schip naar Japan komen.

### Kolonie op de Koerilen
Sjelichov probeerde om de gouverneur-generaal in februari 1790 over te halen om de zuidelijke Koerilen te claimen. Tsarina Catharina had echter geen zin in ruzie met andere mogendheden als Japan en weigerde op zijn verzoek in te gaan. Japan was op dat moment echter een erg geïsoleerd land, dat zelfs nog geen claims had gelegd op het noordelijk deel van Hokkaido. Sjelichov stuurde daarop op eigen houtje in 1794 een schip met 20 kolonisten en vier boerenfamilies naar het eiland Oeroep onder leiding van Vasili Zvezdotsjetov, waar zij de nederzetting Aleksandra stichtten (het eiland noemden ze Aleksandreiland). Zvezdotsjetov bleek een despoot, die zelfs een aantal kolonisten liet doodmartelen, waarop een deel ontevreden kolonisten vertrok naar Kamtsjatka.
Aan het einde van de jaren 90 waren er nog slechts 15 mensen over in de nederzetting (12 mannen en 3 vrouwen). Onduidelijk is hoe het afliep met de nederzetting. Volgens sommige bronnen vertrokken de inwoners na de dood van Zvezdotsjetov naar het eiland Itoeroep, waar ze nog 10 jaar zouden zijn gebleven en relaties met de Japanse bevolking zouden hebben aangeknoopt; volgens anderen trokken echter 7 overgebleven personen terug naar Kamtsjatka na zijn dood. Zeker is dat tijdens een reis van de luitenants Chvostov en Davydov in 1807 geen inwoners meer werden aangetroffen op Oeroep. Een latere handelsnederzetting op Oeroep van handelaar Etolin bestond van 1828 tot 1878 (toen de Japanners het bestuur over de Koerilen kregen).

### Plannen voor de Amoerdelta
Sjelichov was ook een warm voorstander van de annexatie van de Amoerdelta door de Russische regering, iets wat ruim 60 jaar later door gouverneur-generaal Nikolaj Moeravjov-Amoerski werd gerealiseerd.

### Activiteiten rond Alaska
Sjelichov zette tot 1794 nog 2 bedrijven op die handelden op de Pribilofeilanden en de Fox-eilanden en Unalaska en een bedrijf dat de nederzettingen op de eilanden in de Beringzee en de gebieden ten noorden ervan moest stichtten en beschermen, de kust van Alaska verder moest verkennen en een land- of zeeweg moest vinden naar de Baffinbaai. De Russische bezittingen in Amerika werden vanaf 1790 door Sjelichov geleid en werden later bekend als Russisch Amerika. Een jaar later wist hij Aleksandr Baranov te overreden om het bestuur over te nemen van hem. Deze liet in 1792 de Russische nederzetting Tri Svaltelja na een aardbeving en tsunami verplaatsen naar de andere zijde van het eiland, waar deze herrees als Pavlovskaja Gavan ("haven van Paulus"), de huidige stad Kodiak.
Ondertussen was in 1789 ook de eerste Amerikaanse expeditie naar Alaska georganiseerd om er te gaan jagen op pelsdieren. De Russische invloed werd echter nog vergroot in de jaren daarop. In 1794 bouwde Baranov het eerste oceaanwaardige schip op het schiereiland Kenai bij Voskressenski. In dat jaar werd ook de Russische orthodoxie door 8 monniken van het Valaamklooster uit Karelië geïntroduceerd op het eiland Kadjak. Zij waren geschokt door het werk dat de Alutiiqvrouwen moesten uitvoeren voor de Russen; zij moesten zorgen voor voedsel voor de Russen (en mogelijk soms seksuele diensten verlenen). Zelfs vrouwen die hun eigen jonge kinderen borstvoeding moesten geven, werden niet ontzien bij de werkzaamheden. De orthodoxe missie breidde zich snel uit met kerken en scholen voor de lokale bevolking.
Toen de Russen Alaska 70 jaar later uiteindelijk aan de Amerikanen verkochten, was de Russische orthodoxie zo sterk verspreid onder de Aleoeten, Teleoeten en Eskimo's, dat het tot op heden de belangrijkste godsdienst is in Alaska. Interculturele huwelijken tussen Russische bontjagers en Aluttiqvrouwen werden aangemoedigd door Russische bestuurders om het voortbestaan van de Russische nederzettingen te verzekeren. In 1794 gaf de Siberische gouverneur-generaal Ivan Pil (met goedkeuring van tsarina Catharina) instructies aan bedrijfsleiders op Kadjak om de bevolking "aan te moedigen" dit te doen. Dit was ook een belangrijke reden waarom veel Aluttiqvrouwen zich bekeerden tot de orthodoxie: op die manier werden hun kinderen als volwaardige Russische burgers geaccepteerd, hetgeen hen voordeel opleverde.

## Dood
Sjelichov droomde van een grote Russische kolonie in Amerika en wilde daarom een nieuwe haven bouwen ter vervanging van het ongunstig gelegen Ochotsk. Zijn grote plannen werden echter nooit uitgevoerd; Op 20 juli 1795 stierf Sjelichov plotseling op 48-jarige leeftijd aan een hartaanval. Hij werd begraven in het Znamenskojeklooster, nu de Znamenskojekerk in Irkoetsk. Een gedicht van dichter Gavrila Derzjavin is op zijn marmeren grafsteen gegraveerd; "Ruslands Columbus is hier bijgezet, doorvoer de zee, vond onbekende landen...".

## Nalatenschap
Na zijn dood nam zijn vrouw Natalia het bestuur over zijn bedrijf over en werd daarin sterk geholpen door Baranov, die de Russische activiteiten verder uitbreidde over Alaska. Sjelichov wordt gezien als de grondvester van de Russisch-Amerikaanse Compagnie, die in 1799 officieel werd geregistreerd en gedurende 20 jaar het alleenrecht op de bonthandel kreeg van tsaar Paul I.
Zijn naam werd later verbonden aan de stad Sjelechov in de oblast Irkoetsk, de enorme Sjelichovbaai in de Zee van Ochotsk en de Shelikofstraat tussen het eiland Kodiak en het Alaskaanse vasteland. In zijn geboorteplaats Rylsk bevindt zich een standbeeld van hem.